# Dupljaja, Banatul de Sud
Dukljaja (maghiară Temesváralja, germană Duplay, română Varalia) este o localitate în Districtul Banatul de Sud, Voivodina, Serbia.

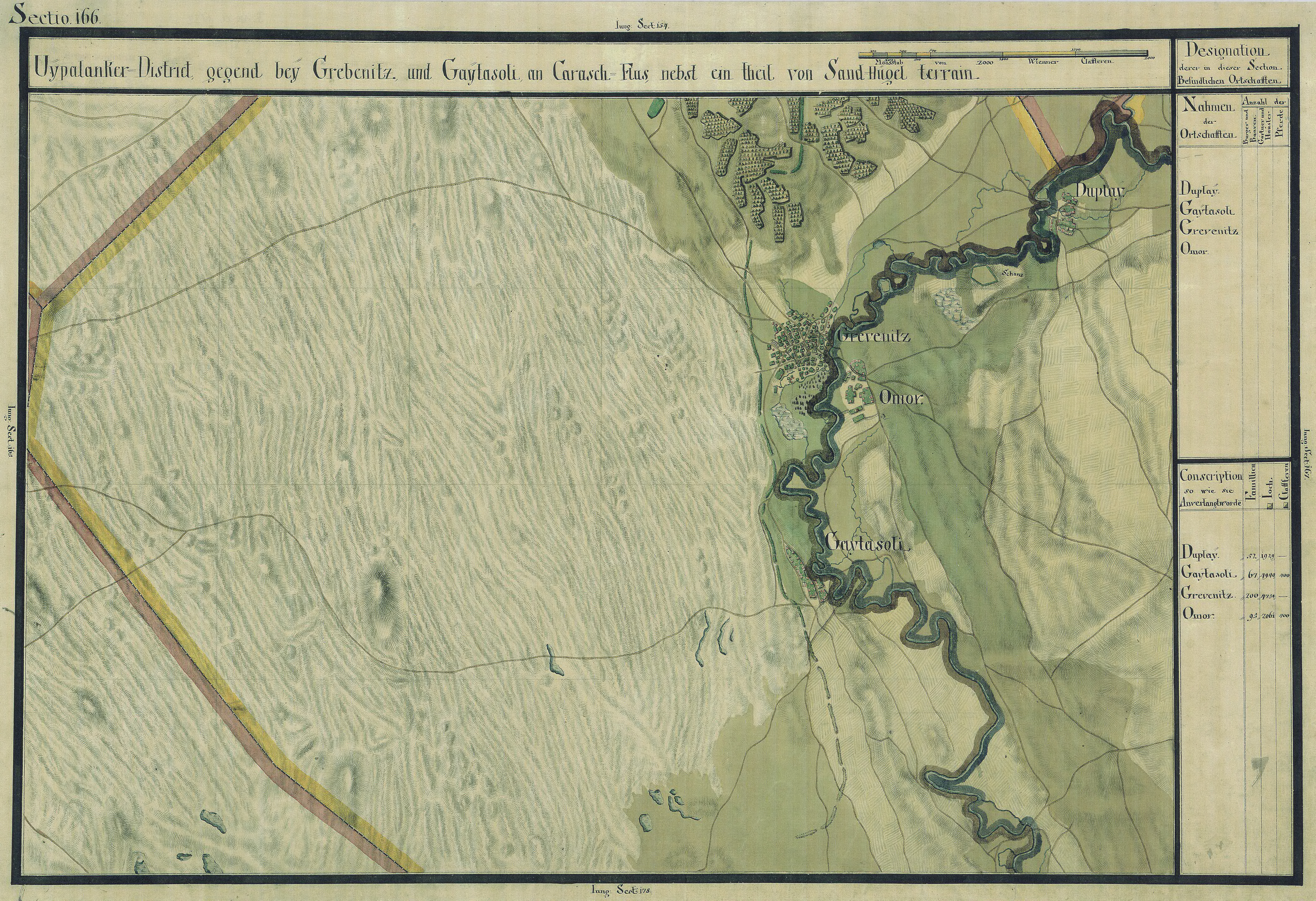
Dupljaja în Harta Iosefină a Banatului, 1769-72